# Virandeville
 Virandeville  es una población y comuna francesa, situada en la región de Baja Normandía, departamento de Mancha, en el distrito de Cherbourg-Octeville y cantón de Équeurdreville-Hainneville.

## Demografía
| 536 | 504 | 468 | 631 | 731 | 762 |
| Para los censos de 1962 a 1999 la población legal corresponde a la población sin duplicidades (Fuente: INSEE [Consultar]) |     |     |     |     |     |